# Бели (Дакс)
Бели (фр. Bélus) насеље је и општина у југозападној Француској у региону Аквитанија, у департману Ланд која припада префектури Дакс.
По подацима из 2011. године у општини је живело 600 становника, а густина насељености је износила 50,68 становника/km². Општина се простире на површини од 12 km². Налази се на средњој надморској висини од 125 метара (максималној 130 m, а минималној 35 m).

## Демографија
| 1962. | 1968. | 1975. | 1982. | 1990. | 1999. | 2011. |
| ----- | ----- | ----- | ----- | ----- | ----- | ----- |
| 397   | 445   | 422   | 416   | 400   | 433   | 600   |

График промене броја становника у току последњих година